# Maximí I Smassmann
Maximí I Smassmann (o Schassmann) fill de Brunó de Rappolstein, fou senyor de Rappolstein des de 1398, succeint al seu pare i junt al seu germà Ulric VIII.
Fou un dels cavallers més complets de l'època, va ser designat el 1399 per Felip, duc de Borgonya coper de la cort. El 1406, els ducs d'àustria li van confiar l'administració de les províncies anteriors d'Àustria. L'emperador Segimon, successor de Wenceslau al tron imperial, el va anomenar landvogt d'Alsàcia. És en aquesta qualitat va representar els ducs d'Àustria al concili de Constança (1414). El 1421, Maximí va anar amb el contingent de tropes alsacianes a Bohèmia.
Es va produir una disputa el 1422, entre Guillem de Girsberg, propietari del castell de la Roca i Maximí, i aquest va atacar el seu veí per les armes, es va apoderar del casal amb l'ajuda del comte Joan de Lupfen que governava als dominis de la branca Gross-Rappolstein i la senyoria de Hohenack, i va matar el noble de Girsberg, el que va determinar la tornada del castell de Stein o Girsberg als Rappolstein, després que havia estat separat dels seus dominis des de l'any 1303. Avui les seves ruïnes són les menys considerables dels tres castells dels Rappolstein, i, a la malenconia que inspiren el seu aspecte desolat i la destrossa que va acabar l'existència de l'últim dels Girsberg, la tradició ha vingut encara a afegir els seus foscos relats. En aquesta torre, diuen les llegendes vivia un senyor apassionat per a la caça; cada matí el seu germà, vivint al castell veí, li donava el senyal de la sortida, llançant una fletxa contra el seu finestró. Ara bé, un bonic dia, el senyal fent-se esperar, l'ardent Nemrod va obrir la cruïlla i va rebre una fletxa a ple cor!. El 1436 va heretar els dominis de Joan de Lupfen, que eren la branca iniciada pel seu oncle Ulric VII de Rappolstein que incloïen Gross-Rappolstein i la senyoria de Hohenack.
Quan es va obrir el concili de Basilea, va ser designat per Segimon com advocat o protector de l'alta Assemblea amb poders il·limitats (1444).
A semblança dels Rathsamhausen que van ser anomenats reis dels calderers a Alsàcia (Kesslerlehen), els Rappolstein van tenir en feu imperial el protectorat de la confraria dels músics en aquesta província i van ser reis dels menestrals (Pfeiferkoenige). Maximí declarava en una carta de 1400 que tenia en feu l'ofici de cap dels músics de l'Alta i Baixa Alsàcia, igual com ja l'havien posseït el seu pare Brunó i els seus antics avantpassats de Ribeaupierre.
Es va casar a la noble Elisabeth de Dick que va morir ja el 1419. Va morir ell mateix a Ribeauvillé el 1456 i va ser enterrat a l'església de l'hospital. A conseqüència d'aquestes guerres, s'havia endeutat tant, que a la seva mort, era decretada la confiscació, com li havia estat feta al seu pare, i va deixar un passiu de 73.000 florins. El gran dels seus fills, Gaspar que el va seguir a la tomba el 1457, havia participat el 1428, en l'expedició del duc Felip el Bo de Borgonya contra els gantesos i havia estat fet Cavaller del Velló d'Or. El 1456, s'havia distingit a Belgrad, sota la bandera de Jan Hunyadi.